# Dipartimento di Luján de Cuyo

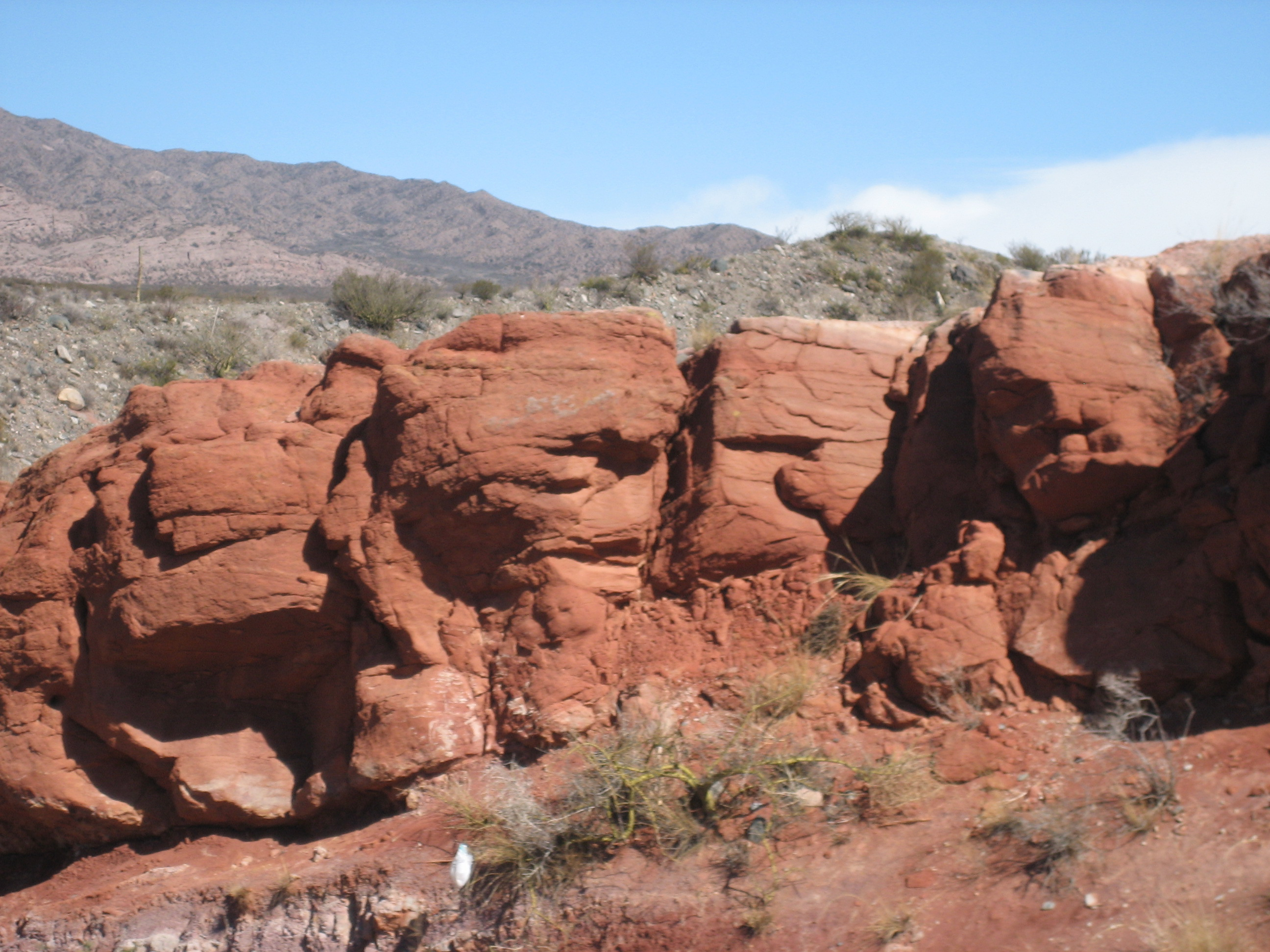
La natura rocciosa di Potrerillos

Luján de Cuyo è un dipartimento argentino, situato nella parte nord-occidentale della provincia di Mendoza, con capoluogo Luján de Cuyo.

## Geografia fisica
Istituito l'11 maggio 1855, esso confina a nord con i dipartimenti di Las Heras, Godoy Cruz e Maipú; ad est con i dipartimenti di Junín e Rivadavia, a sud con il dipartimento di Tupungato e ad ovest con la repubblica del Cile.

## Società

### Evoluzione demografica
Secondo il censimento del 2001, su un territorio di 4.847 km², la popolazione ammontava a 104.470 abitanti, con un aumento demografico del 30,67% rispetto al censimento del 1991.
Abitanti censiti

## Amministrazione
Il dipartimento, come tutti i dipartimenti della provincia, è composto da un unico comune, suddiviso in 14 distretti (distritos in spagnolo), che corrispondono agli agglomerati urbani disseminati sul territorio:
- Agrelo
- Cacheuta
- Carrodilla
- Chacras de Coria
- El Carrizal
- Industrial
- La Puntilla
- Las Compuertas
- Luján de Cuyo, sede municipale
- Mayor Drummond
- Perdriel
- Potrerillos
- Ugarteche
- Vistalba